# Asilus punctatus
Asilus punctatus är en tvåvingeart som beskrevs av Macquart 1834. Asilus punctatus ingår i släktet Asilus och familjen rovflugor.
Artens utbredningsområde är Frankrike. Inga underarter finns listade i Catalogue of Life.